# Tommy Younger
Thomas Younger, noto come Tommy Young (Edimburgo, 10 aprile 1930 – Edimburgo, 13 gennaio 1984), è stato un calciatore scozzese, di ruolo portiere.

## Palmarès

### Club

#### Competizioni nazionali
- Campionato scozzese: 3

Hibernian: 1947-1948, 1950-1951, 1951-1952